# Cserhát Művész Kör
A Cserhát Művész Kör országos művészeti társadalmi egyesület, amely költőket, képzőművészeket, zenészeket és egyéb társművészeket tömörít. Mintegy háromszáz állandó, és több száz vendég tagja van.

## Története
1969 decemberében Veszprémben, a SZOT Művelődési Házban, a Veszprémi Művész Színpad (Pintér Tibor vezetésével) műsorral összekötött névadó ünnepségén, Ihász-Kovács Éva kezdeményezésével a veszprémi értelmiség, a helyi Napló szerkesztői, Koncz István, Csaba Imre, Bodó Sándor, a szekszárdi Csányi László költő, szerkesztő, a Budapesten élő Fodor András költő, Peremartoni Krisztina, a Színművészeti Egyetem hallgatója, a festőművészek közül Kórusz József és Somogyi István közreműködésével alakult meg a Cserhát Klub.
Több városban (Litér, Devecser, Pápa, Tapolca, Várpalota) adtak műsort, Inotán mutatkoztak be. A klub egy stenciles (szamizdat) újságot adott ki Kiáltás címmel, melynek szerkesztői Szentesi István és  Bornemisza Attila voltak. A veszprémi társaság idővel feloszlott. Későbben Somogyban alakult újjá, a Somogyfajszi–Pusztakovácsi Tanács engedélyével, és hét évig működött mint Ifjúsági Klub. 
Több kitüntetést kaptak (Kiváló Ifjúsági Klub, 1974–1975), Az Ifjúságért Kitüntetés). Bekapcsolódott a Somogy megyei Vakok és Gyengénlátók Somogy Megye Csoportjának munkájába, megalakították a Marcali Körzeti csoportot, melynek elnöke Ihász-Kovács Éva lett 1981 júniusáig.
A Budapestre költözött vezetőség 1980-ban (Bornemisza Attila, Ihász-Kovács Éva) az Óbudai Klubházban, majd a XIV. Kerületi Művelődési Házban, végül a Hűvösvölgyi Petőfi Művelődési Központban hívta ismételten életre a kört. Elnöke Bornemisza  Barnabás János festőművész volt, haláláig. A II. Kerületi Művelődési Osztály, a Marczibányi Művelődési Központban engedélyezte,  (1992-1996) a Tinódi Klub-Cserhát Művész Köreként működésüket. 1996 szeptemberében mint társadalmi szervezetet bejegyezte a Fővárosi Bíróság 7178 szám alatt. 2002 októberétől, a XVI. kerületi – Corvin Művelődési Házban kaptak helyet. Székhelye: 1162 Budapest, Dezsőfia u. 7. Működési helye: Corvin Művelődési Ház – Erzsébetligeti Színház, 1164 Budapest, Hunyadvár u. 43/c., majd 2018-tól a Szentmihályi Művelődési Központban. 
Évente 2 alkalommal rendeznek fesztivált. A tavaszi képzőművészeti zsűriztetéssel egybekötött, míg az őszi az éves pályázatainak eredményhirdető gálája. 
Alkalmanként neves előadóművészek szórakoztatják az írókból, képzőművészekből, zenészekből és színészekből, valamint családjaikból álló közönséget. Rendszeresen fellépők: Bacsa Ferenc operaénekes, Balázsi Judit színművész, Dévai-Nagy Kamilla előadóművész, Dragony Tímea dalszerző, Nagy Péter Sebastian színész, klarinétművész, Németh Nyiba Sándor olimpikon, előadóművész, Pető Edina Fadett előadóművész, Semes-Bogya Eszter fafaragó, előadóművész Tóthné Sárosi Rózsa nótaénekes, Kun Ágnes operaénekes, Tárkányi Imre író, Török Szabó Ottilia előadóművész, Domoszlai János előadóművész és még sokan mások.  
- Szervezet nyilvántartási száma 01-02-0007178.
- Országos azonosító 0100/60749/1996/607491996
- Eljáró bíróság neve Fővárosi Törvényszék. Ügyszám 0100/Pk.60749/1996
- A Szegedi Média- és Hírközlési hatóság  CE 35451-3/2015 iktató számon a Cserhát Művész kör központi lapját a "DÉLIBÁB" művészeti lapot, mint nyomtatott sajtóterméket 01-02-0007178 nyilvántartási számon bejegyezte.

A DÉLIBÁB művészeti magazin kulturális és képzőművészeti témákat dolgoz fel. Az első számokat az ART XXI. Művészetpártoló Alapítvány támogatta, majd a Takarékszövetkezetek Országos Szövetsége, később a Biró Family Kiadó és Nyomda, a Nemzeti Alapítvány, a Holland Királyság Nagykövetsége, az Ab Aeternó Kiadó, és az Uránusz Kiadó 2002-ig. 2002-től egyedül, segítség nélkül a Cserhát Művészkör adja ki.

## Célkitűzése
Az egyesülethez kötődő írók, költők, képzőművészek, egyéb művészek, baráti és szellemi kapcsolatainak szervezése Cserhát József költőhöz kötődő, nyugatos és népi írói mozgalom, irodalmi-, képzőművészeti-, zenei-, népi művészetek ápolása, a névadó szellemi útjának követése. Az egyesület, nemzetközi kapcsolatok megteremtésével is szolgálja a magyar kultúrát.

## Tevékenysége, feladatai
- Írókból, költőkből, művészekből álló asztaltársaság megalakítása, amely biztosítja az egyesület magas szintű művészeti munkáját. A tagság elnyerése kérelem alapján történik. Az egyesület szabályzatát a Közgyűlés határozza meg.
- Baráti, irodalmi, művészeti műhelyek szervezése, összejövetelek tartása, kiállítások szervezése, zenei estek megvalósítása, irodalmi estek, fesztiválok rendezése.
- Tagok írásainak publikálása, nyomdai kiadványok megjelentetése.
- Tagok írásainak antológiákba, kötetbe gyűjtése, kiadatása.
- Kapcsolatok kialakítása más irodalmi, művészeti, szellemi műhelyekkel, társaságokkal.

## Alapított díjai
- Cserhát József Irodalmi Művészeti Díj
- Ihász-Kovács Éva emlékplakett
- Cserhát-díj
- Cserhát nívódíj
- Cserhát Art-díj
- Cserhát Aranydiploma
- Aranyoklevél
- Cserhát Kitüntetett művész
- Cserhát Örökös tag cím
- Cserhát Díszelnöki cím
- Cserhát Platina-díj
- Cserhát Gyémánt-diploma
- Cserhát Aranyecset-díj
- Cserhát Aranytoll-díj
- Cserhát Aranykéz-díj
- Cserhát Művészkörért emlékérem

## Vezetői
Bornemisza Attila elnök-főszerkesztő, író, újságíró, Dezső Ilona Anna író, festő, titkár, Simon M. Veronika Holló László díjas festőművész

## Díszelnökök
- Fazekas Sándor karcagi polgármester, vidékfejlesztési miniszter
- Gujás Márta költő, festőművész
- Janotka Mária főorvos
- Kesztyűs Ferenc festőművész, irodalomtörténész
- Losonci Miklós irodalomtörténész (2009-ben elhunyt)
- Kovács Péter Budapest XVI. kerületének polgármestere, országgyűlési képviselő (Fidesz)
- Szendrei Ferenc Tura város polgármestere
- Mizser Zsolt Tiszadada polgármestere

## Örökös tagok
- Bacsa Ferenc gitárművész
- Balázsi Judit előadóművész
- Baranyi Ferenc Kossuth-díjas költő
- Baráti Molnár Lóránt költő
- Dévai Nagy Kamilla Liszt-díjas énekművész
- Dezső Ilona Anna író, festő
- Dr. Kesztyüs Ferenc festőművész, műtörténész
- Holló Ila költő, festőművész
- Janotka Mária tüdőgyógyász főorvos
- Keres Emil színművész
- O’sváth István festőművész
- Pallagi Zoltán vállalkozó
- Simon M. Veronika festőművész
- Tamás István író, költő, újságíró
- Baráth Marica író Jászberény
- Kecskés Borbála
- Frankó Anna Encs 2012
- Varga Gábor Zirc
- Vitéz Török Ádám a Szent Lázár Katonai és Ispotályos Lovagrend nagyperjele
- Ihász-Kovács Éva író, posztumusz
- Mizser Zsolt Tiszadada polgármestere
- Prof. Dr. Márton Gyula geológus, barlangkutató
- Semes –  Bogya Eszter a Magyar Kultúra Lovagja,  Prima Primisszíma  díjas énekes/ Komárom Megye/, Népi Fafaragó

## Csoportjai
- Putnoki Tóth Ede Alkotókör
- Székesfehérvári csoport Ősfalköz
- Turai csoport
- Lovag Kovács Imre Alkotóműhely Csoportja Ősi
- Fóti Regionális csoport
- Facebook társasági felületen működő virtuális csoportjának több mint 3,3 ezer tagja van

## Lapjai
- Központi lap: Délibáb (1992-től; főszerkesztő: Bornemisza Attila)
- A székesfehérvári csoport elektronikusan megjelenő lapja: Művészek Székesfehérvárért
- Délibáb folyóirat virtuális változata, delibab-cserhat.hu

## Fontosabb kiadványai
- Amulett, 1989
- Megsejtett szavak, 1999
- Térj vissza, Judavíd, 1999
- Délibáb-antológia, 1992, 2000, 2003, 2006, 2007, 2009, 2013, 2016
- Batsányi-antológia, 2003
- Így felelt Jób, 1997
- Szeretőim a szavak, 2001
- Napisten udvarában, 1999
- Szemfényvesztő jelenben, 2004
- Tollamnak akkor csillaghegye volt, 2004, 2005
- Kőbe vésett szavak, 2005
- Virágok az út mentén, 2002
- Összetartozás, 2001
- Tűzmadár, 2005
- Szerelem mágusai, 2006
- Mitológia, 2006
- Fények az éjszakába, 2006
- Kócos óriások, 2006
- Az áldást hozó szent kő, 2006
- Nehézségek ajándéka, 2008
- Antológia, két évente kerül kiadásra, így 2010-2012-2014-2016-2018-2020
- A felsorolásban nem szereplő, több tucat kiadvány a tagság segítése céljából